# Grünkraut
Grünkraut là một xã ở huyện Ravensburg ở bang Baden-Württemberg thuộc nước Đức. Đô thị này có diện tích 17,15 km², dân số thời điểm 31 tháng 12 năm 2020 là 3183 người.